# Vielmur-sur-Agout
Vielmur-sur-Agout is een gemeente in het Franse departement Tarn (regio Occitanie) en telt 1062 inwoners (1999). De plaats maakt deel uit van het arrondissement Castres.

## Geografie
De oppervlakte van Vielmur-sur-Agout bedraagt 11,6 km², de bevolkingsdichtheid is 91,6 inwoners per km².

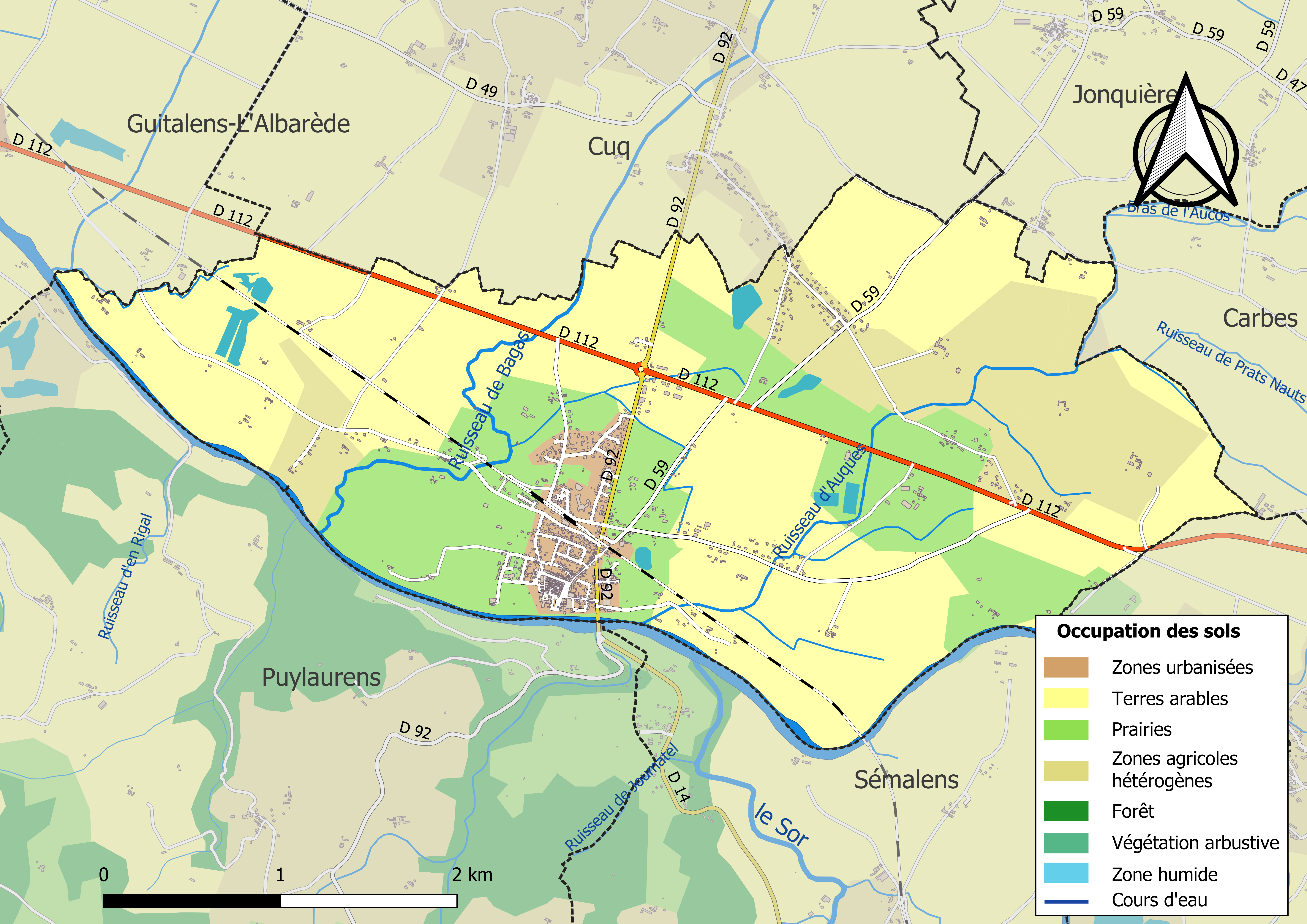
Kaart van de gemeente met de belangrijkste infrastructuur, bodemgebruik en omliggende gemeenten

## Verkeer en vervoer
In de gemeente ligt spoorwegstation Vielmur-sur-Agout.

## Demografie
Onderstaande figuur toont het verloop van het inwonertal (bron: INSEE-tellingen).
1. ↑  Populations de référence 2022.